# Freaks (EP)
Freaks är en EP av den amerikanska thrash/speed metal-gruppen Rigor Mortis, utgiven den 16 oktober 1989.

## Låtlista
Sida A
1. "Freaks" – 4:53
2. "Cattle Mutilation" – 2:58
3. "The Haunted" – 4:58

Sida B
1. "Six Feet Under" / "Worms of the Earth" – 9:45
2. "Chained in the Attic" – 3:05

## Medverkande
- Doyle Bright – sång
- Mike Scaccia – gitarr
- Casey Orr – elbas
- Harden Harrison – trummor